# Кампанія в Лівійській пустелі
Кампанія в Лівійській пустелі або Пустельна війна (англ. Western Desert Campaign, англ. Desert War) — військова кампанія, що проводилася військами союзників та об'єднаними силами Італії за підтримки Німеччини протягом 10 червня 1940 — 4 лютого 1943 на території північно-африканських країн. Бойові дії під час кампанії тривали на гігантському просторі майже від Суецького каналу до узбережжя Атлантичного океану. Основні бої розгорнулися в лівійській та єгипетській пустелях поздовж узбережжя Середземного моря.
10 червня 1940 року, Королівство Італія, бувши союзником Нацистської Німеччини оголошує війну Франції та Великій Британії. Британські війська, що розташовувались в Єгипті отримали наказ готуватися до захисту та намагатись не провокувати ворога. Попри це, вже 11 червня британські війська здійснили серію атак на позиції італійців у Лівії. Після капітуляції Франції 22 червня 1940 року, італійські війська, котрі трималися на кордоні із французьким Тунісом були переведені до італійської Киренаїки для зміцнення 10-ї армії. Зважаючи на це підкріплення, італійський диктатор Беніто Муссоліні видав наказ 10-й армії, розпочати 10 серпня 1940 року вторгнення до Єгипту.

### Єгипетська операція
Італійські війська завдали удару з Лівії в Єгипет і просунулись вглиб країни на 100 км, проте через труднощі із забезпеченням військ зупинили наступ біля Сіді-Баррані. Британські війська, поступаючись в чисельності та не надаючи серйозного опору, відступили до міста Мерса-Матрух. Між воюючими сторонами утворилася «буферна» зона завширшки 130 км.

### Операція «Компас»
З 9 грудня 1940 по 9 лютого 1941 — збройні сили Великої Британії та її союзників провели стратегічну наступальну операцію проти  італійських військ з метою відвоювання Єгипту і розгрому 10-ї італійської армії.
Попри те, що британські війська значно поступалися в чисельності італійським, вони змогли вдало провести операцію, повністю розгромити 10-ту армію і взяти велику кількість  полонених. Протягом двох місяців британці витіснили італійські війська з Єгипту, відкинули їх більше ніж на 600 миль, завдавши їм загальних втрат 130 000 чоловік та 400 танків, при власних всього 2 000 й готувалися до повного захоплення всієї Лівії.

### Висадка Ервіна Роммеля у Африці. Перший наступ Роммеля
До лютого 1941 року війська Муссоліні в Північній Африці опинилися на грані повного розгрому. Гітлеру довелося виручати свого невдалого союзника. 6 лютого 1941 року Роммеля, щойно підвищеного в ранг генерал-лейтенанта, викликали до Берліна і призначили командувачем невеликого механізованого об'єднання, котре мало горде ім'я «Німецький Африканський Корпус» (нім. Deutsches Afrika Korps), котрій вирушав на допомогу італійській армії. До його складу входили лише дві дивізії (5-та легка і 15-та танкова). 14 лютого 1941 перші частини 5-ї легкої дивізії разом зі своїм командувачем, Ервіном Роммелем, висадилися в Триполі, де на початку травня до них приєдналася 15-та танкова дивізія. Оцінивши обстановку Роммель прийшов до висновку, що противник, котрий йому протистояв, недостатньо сильний і до того ж його війська розкидані на значному просторі. Тому, не чекаючи повного зосередження всіх своїх сил він вирішив негайно перейти в наступ.
Вже 27 лютого корпус «Африка» мав перше бойове зіткнення з англійськими військами у Ель-Агейли (Лівія), де Роммель розбив англійські війська під командуванням генерала Арчибальда Вейвелла.
24 березня 1941 силами лише 5-ї легкої дивізії за підтримки 2-х італійських дивізій Роммель розпочав наступ, а 31 березня була проведена успішна атака англійських позицій у Мерса Брега. Командувач об'єднаними німецько-італійськими військами застосував тактику бліцкригу, що дуже добре зарекомендувала себе у Франції й виявилася для англійців в Африці чимось несподіваним, діяв напористо, рішуче та не гаючи часу, завдаючи удари по всіх напрямках та призводячи ворога в сум'яття. Корпус «Африка» продовжував тіснити британські частини, що відступали, на схід, рухаючись на Тобрук, який захищав шлях вглиб країни, до Нілу. Роммель, повністю ігноруючи протести та спроби головнокомандувача італійськими військами в Африці генерала Італо Гарібольді його зупинити, й маючи по суті, лише одну дивізію, без зволікань пройшов від Триполітанії, через Лівію до Киренаїки і захопив Бенгазі. Під час проведеної ним операції Роммель розгромив 2-ю англійську бронетанкову дивізію і блокував у Тобруці до півтори дивізії противника, захопивши велику кількість полонених, зокрема 2 англійських генерали. Проте активні дії англійської авіації і флоту на Середземному морі призвели до гострої нестачі пального та продовольства у військах Роммеля.

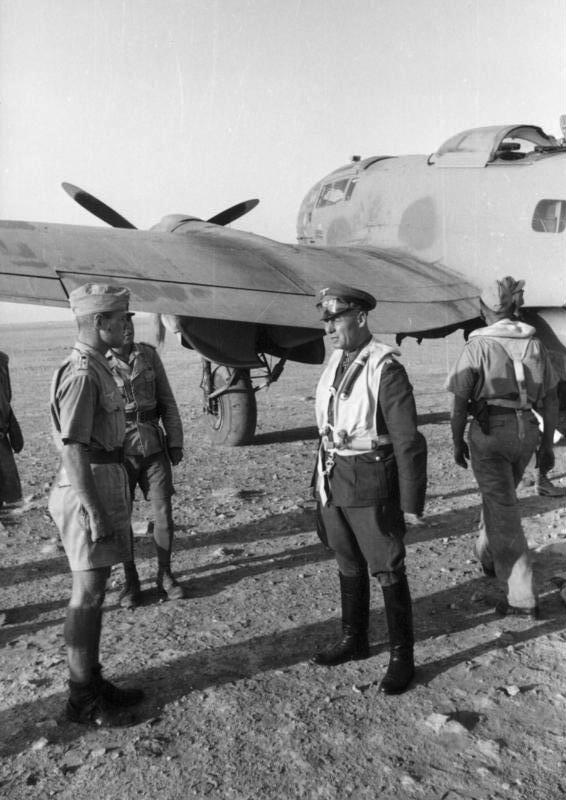
Генерал-лейтенант Е.Роммель на фоні бомбардувальника Heinkel He 111 веде розмову з гауптманом Йоахимом Мюнхебергом. Північна Африка. Літо 1941

### Облога Тобрука
13 квітня 1941 Роммель захопив Бардія і Соллум, остаточно відрізавши війська Британської співдружності в районі Тобруку, а до 15 квітня вийшов до західного кордону Єгипту. Стрімкий наступ Роммеля змусив англійські війська та їх союзників відступити за укріплену лінію оборони навколо Тобрука. Фронт в Північній Африці стабілізувався по лінії лівійсько-єгипетського кордону
Облога німцями Тобрука, з гарнізоном, що складався з австралійської 9-ї дивізії та британських формувань, які опинилися в оточенні, й в цілому становили 25 000 військових, тривала 240 днів.
До середини червня 1941 англійці двічі невдатно зробили спроби деблокувати обложений Тобрук (з 15 травня 1941 — операція «Бревіті» та з 15 червня — операція «Батлакс»), але щоразу були відкинуті назад німецькими та італійськими військами. У липні 1941 року, створивши значну перевагу в силах, англійці спробували перейти в наступ і знову оволодіти стратегічною ініціативою на ТВД, але знову були розбиті Роммелем.

### Операція «Крусейдер»
18 листопада 1941 року британці, отримавши сильне підкріплення, почали свій наступ під кодовою назвою «Крусейдер» з метою розгрому угруповання противника в Киренаїці та деблокаді Тобруку. 8-ма англійська армія (6 дивізій та 5 бригад) налічувала близько 120 тис. осіб, понад 900 танків і понад 1000 літаків. Роммелю ж довелося протистояти їм, маючи лише 15 % від необхідних йому боєприпасів і пального. Під його командуванням було лише 10 дивізій (7 італійських і 3 німецьких) загальною чисельністю близько 100 тис. осіб, більш за 400 танків і 340 літаків.
8-ма британська армія Алана Каннінгема завдала удару відразу по кількох напрямках, й хоча всі атаки противника Роммелю вдалося відбити, через брак власних сил і особливо засобів, він був змушений розпочати відступ. 5 грудня 1941 Роммель зняв облогу Тобрука, яка тривала 8 місяців, а слідом за тим залишив і Киренаїку. В ході 2-місячних боїв англійські війська просунулися на глибину майже 800 км, але не змогли вирішити своє головне завдання — знищити німецько-італійські війська в Північній Африці. Успішному просуванню 8-ї англійської армії на таку велику глибину значною мірою сприяв британський флот, що забезпечував ній безперебійне постачання всім необхідним і здійснював потужну вогневу підтримку на приморському фланзі. Тилове ж забезпечення військ Роммеля перебувало у вкрай жалюгідному стані.
22 і 23 листопада Роммелю вдалося зупинити просування британців й навіть контратакувати, вийшовши ним в тил, але значного успіху він не зміг досягнути й незабаром, 29 листопада англійські війська прорвалися до обложених частин в місто Тобрук. До 7 грудня 1941 року корпус «Африка» був змушений відступати через Киренаїку і до 6 січня 1942 відкотився до Ель-Агейли в Лівії, звідки Роммель розпочав свій блискучий наступ.
У середині січня Роммель перегрупував свої частини і вирішив провести новий наступ, коли його війська будуть належним чином екіпіровані і забезпечені.

### Другий наступ Роммеля
21 січня 1942 отримавши підкріплення і перегрупувавши свої сили, Роммель завдав раптовий контрудар по противникові, знову опанував Бенгазі, відкинув англійські війська на 600 км на схід і вийшов на рубіж Ель-Газала, Бір-Хакейм, де був змушений зупинитися через брак пального та боєприпасів. Випередивши противника з переходом в наступ, Роммель зірвав його план наступу на Триполі. З кінця січня 1942 року на північно-африканському ТВД настало затишшя в бойових діях, що тривало до кінця травня. Обидві сторони здійснювали інтенсивну підготовку до нових битв. Першим удар завдав Роммель, який атакував в ніч на 27 травня 1942 британські війська, попри їх значну перевагу в силах. У Роммеля було 560 танків (320 німецьких, 50 з яких були застарілими танками Panzer II та 240 італійських танків, які були не кращими за танки Panzer II), тоді як британці мали 900 танків, зокрема 200 новітніх танків «Грант», велику кількість бронемашин і полуторну перевагу в артилерії. Співвідношення в авіації було рівним, кожна зі сторін мала по 600 літаків.
Битва в районі Ель-Газала, Бір-Хакейм тривала понад 2 тижнів (27 травня-12 червня 1942 року) і завершилася повною перемогою Роммеля. 8-ма англійська армія була розбита і почала безладний відступ, переслідувана противником. 21 червня війська Роммеля опанували Тобрук, захопивши там 33 тис. полонених, а також великі запаси озброєння, боєприпасів і продовольства.
Після битви під Ель-Газала в армії Роммеля залишалося в строю лише близько 100 справних танків, але він, тим не менш, вирішив продовжувати наступ, щоб остаточно завершити знищення 8-ї англійської армії. Глибина просування його військ склала 600 км, вони вторглися в Єгипет, маючи завдання захопити Каїр і Александрію, а потім вийти до Суецького каналу. Ця мета була вже майже досягнута — танки Роммеля знаходилися за 110 км від Александрії, коли 30 червня зненацька наразилися на добре організовану оборону противника західніше Ель-Аламейна, яка перебувала за 96 км від Александрії та за 240 км від Каїра. Спроба Роммеля сходу подолати її успіхом не увінчалася.
З початку липня і до кінця серпня англійці зосередили свої зусилля на знищення залишків «Африканського корпусу», але їх спроби мали лише невеликий успіх. Тільки в період з 5 по 27 липня «Лис пустелі» відбив 10 великих атак. Британські війська зазнавали важких втрат, проте резерви Роммеля були вичерпані повністю.

### Наступ Монтгомері
23 жовтня британці перейшли в наступ, якими командував Монтгомері, почали свій наступ з метою повернути втрачену територію і знищити німецько-італійські війська в Північній Африці. На початку наступу під Ель-Аламейном Монтгомері мав значну перевагу в силах і засобах над німецько-італійськими військами (230 тис. осіб, 1 440 танків, 2 311 гармат і 1500 літаків проти 80 тис. чоловік, 540 танків, 1219 гармат і 350 літаків).
Деякий час, використовуючи недостатню рішучість англійців, Роммелю вдавалося, більш ніж на тиждень утримувати британців. Але натиск противника все зростав: він вводив в бій все нові і нові сили. У ніч на 3 листопада Роммель був змушений віддати своїм військам наказ на відступ, оскільки всі можливості для подальшого опору були вже вичерпані.
12 листопада, переслідуючи розрізнені сили противника, англійці досягли Тобрука і захопили його. Ще більше погіршило ситуацію те, що 8 листопада 1942 року англо-американське командування розпочало вторгнення в Північно-Західну Африку — операцію «Смолоскип». Англійці продовжили свій наступ і, 19 листопада, знову захопили Бенгазі, а потім, 17 грудня, — Ель-Агейлу.
Друга битва під Ель-Аламейном (23 жовтня — 4 листопада 1942 року) закінчилася повною поразкою німецько-італійської танкової армії (1 листопада 1942 танкова армія «Африка» була перейменована на німецько-італійську танкову армію). Її втрати склали 55 тис. чоловік, 320 танків і близько 1 тис. гармат. Залишки розгромлених під Ель-Аламейном військ Роммеля уникли повного знищення тільки через те, що британці вели переслідування надто повільно.
Ервін Роммель, через практично повну відсутність постачання, не мав можливості ані обладнати досить потужні оборонні позиції, ані контратакувати, і вирішив відступити до німецького плацдарму в Тунісі. Цю операцію відступу на тисячу міль Роммель провів з блиском, не втративши жодного солдата. 19 лютого 1943 Роммель почав свій останній наступ у Північній Африці. Наприкінці лютого війська нової групи армій завдали поразки американцям у боях на перевалі Кассерін, але на початку березня самі зазнали серйозну невдачу при Ме-Денін.